# Saint-Amand-Montrond
Saint-Amand-Montrond è un comune francese di 11 394 abitanti situato nel dipartimento dello Cher, nella regione del Centro-Valle della Loira.
Sant'Amando, discepolo di San Colombano e vescovo di Maastricht, evangelizzò la regione e per un periodo visse in questa città. 
Il paese è lo sfondo in cui si svolgono le vicende del libro La vedova Couderc, di Georges Simenon, del 1942.
Nel suo territorio il fiume Marmande sfocia nella Cher. 

## Società

### Evoluzione demografica
Abitanti censiti

## Amministrazione

### Gemellaggi
- Nottuln
- Otwock
- Riobamba
- Penne